# Ailsa Mellon Bruce
Ailsa Mellon Bruce (ur. 28 czerwca 1901 w Pittsburghu, zm. 25 sierpnia 1969 w Nowym Jorku) – amerykańska filantropka, kolekcjonerka sztuki i założycielka Avalon Foundation.
Była córką bankiera i dyplomaty Andrew Mellona. W 1926 roku wyszła za Davida K.E. Bruce’a, przyszłego prominentnego dyplomatę i dyrektora Narodowej Galerii Sztuki w Waszyngtonie w latach 1939–1945. W 1940 założyła Avalon Foundation. W 1946 przekazała środki na poszerzanie kolekcji amerykańskiej sztuki w Galerii Narodowej, dzięki niej nabyto także dzieła Starych Mistrzów. Razem z bratem Paulem wsparła finansowo budowę nowego budynku muzeum. W testamencie przekazała Galerii Narodowej własną kolekcję sztuki m.in. francuskich impresjonistów.